# Cédric Corbeil
Cédric Corbeil est un cinéaste québécois natif de Val-d'Or, en Abitibi-Témiscamingue. Il habite dans la ville de Rouyn-Noranda.

## Biographie
Cédric Corbeil a étudié à l'INIS de Montréal en cinéma documentaire. Après l'obtention de son diplôme, il a oeuvré comme assistant-monteur dans diverses boites montréalaises avant de revenir s'installer en Abitibi-Témiscamingue. Depuis, il participe à plusieurs projets cinématographiques et corporatifs en tant que réalisateur et directeur de la photographie,,. Il est également producteur associé à Nadagam films. Il est surtout connu pour son documentaire Sur le chemin d'Alexis Wawanoloath qui parle du parcours politique de son ancien camarade de classe: « J'ai toujours été avec Alexis. Moi, je viens de Val-d'Or et j'ai gradué l'école secondaire avec Alexis. [...] Alexis a toujours été très impliqué. D'ailleurs, dans son album de finissants, s'est écrit qu'un jour il sera un grand politicien. Donc, pour moi ce n'est pas une surprise de le voir où il est aujourd'hui » (Corbeil, 2008).

## Filmographie
- Sur le chemin d'Alexis Wawanoloath, 2007[6].
- La chasse galerie tronquée, 2012[10].
- Lolo, 2013[11].
- Kokom, 2015[12].
- Le vieux pêcheur Mic Mac, 2016[13].
- Paradis perdus, 2017[14].

## Prix et mérites
En 2009, la série documentaire Humanima sur laquelle il a participé au montage s'est retrouvée finaliste aux Prix Gémeaux 2009. De plus, le projet Abitibi360 qu'il a réalisé avec Serge Bordeleau a été présenté sous le pavillon Québec Créatif organisé par la Société de développement des entreprises culturelles (SODEC) à Cannes, en France,. En 2020, ce même projet a remporté un prix NUMIX,. Son documentaire Sur le chemin d'Alexis Wawanoloath mentionné plus haut a été présenté au festival Présence autochtone juste avant celui de Richard Desjardins, Le peuple invisible.